# Rapala sphinx
Rapala sphinx är en fjärilsart som beskrevs av Fabricius 1775. Rapala sphinx ingår i släktet Rapala och familjen juvelvingar. Inga underarter finns listade.